# Oresbius waigatschensis
Oresbius waigatschensis är en stekelart som först beskrevs av Holmgren 1883.  Oresbius waigatschensis ingår i släktet Oresbius och familjen brokparasitsteklar. Inga underarter finns listade i Catalogue of Life.